# Georgette Vidor
Georgette Vidor (Rio de Janeiro, 10 de maio de 1958) é uma treinadora brasileira de ginástica artística. Também possui carreira política, tendo sido eleita deputada estadual pelo Rio de Janeiro no ano de 2002
Enquanto técnica, tutelou ginastas brasileiras como Luisa Parente, Soraya Carvalho e Daniele Hypólito. 

## Biografia
Com licenciatura em Educação Física pela UFRJ, Vidor iniciou a profissão com apenas quinze anos de idade, no Fluminense Football Club, depois que seu professor, percebendo seu dom para dar aulas e sua falta de futuro como ginasta, lhe ofereceu a primeira turma da escolinha de ginástica artística. Aos 19 anos de idade, Georgette foi para a Europa e estudou francês, dança e ginástica na França.
Interessado no seu trabalho, o Clube de Regatas do Flamengo a contratou, em 1980. Tendo feito curso de arbitragem, Vidor conciliou as carreiras de técnica e de árbitra até 1997, quando, no dia 27 de maio, ocorreu o acidente com o ônibus em que viajava com sua equipe. O acidente a deixou paraplégica e vitimou seis pessoas. Após o acidente, continuou a carreira de treinadora, tendo sido demitida do Flamego em 2004. No ano seguinte, voltou a lecionar, na Academia ABodyTech. Também assumiu a função de coordenadora geral do projeto "Esporte Para Todos", promovidos pela ONG Qualivida.
Em 2009, Georgette assumiu a função de coordenadora da Seleção Brasileira de Ginástica Artística Feminina. Permaneceu no cargo até 2016.
Georgette Vidor retornou ao Flamengo em 2020, assumindo a função de coordenadora da ginástica artística do clube.

## Carreira política
Filiou-se ao Partido Progressista Brasileiro, tendo sido eleita deputada estadual pelo Rio de Janeiro em 2002. Na Alerj, criou a Comissão Permanente em Defesa das Pessoas com Deficiência, a primeira em Assembleias Legislativas do Brasil.
Tentou a reeleição em 2006, dessa vez pelo Partido Popular Socialista, mas não obteve êxito. Voltou a se candidatar em 2010, novamente não sendo eleita. Tentou ser vereadora em 2016, no Rio de Janeiro, e em 2020, pelo município de Petrópolis.
Em 2011, foi secretária municipal da pessoa com deficiência na gestão de Eduardo Paes no município do Rio de Janeiro.